# Alan Feinberg
Alan Feinberg (né à New York en 1950) est un pianiste classique américain et professeur d'université. Il a créé plus de 300 œuvres de compositeurs tels que John Adams, Milton Babbitt, John Harbison, Charles Ives, Steve Reich et Charles Wuorinen, ainsi que la création de Duplicates de Mel Powell, primé au prix Pulitzer de musique. Il est un interprète expérimenté de la musique classique et contemporaine et est bien connu pour ses récitals associant musique ancienne et nouvelle. 

## Biographie
Alan Feinberg obtient son baccalauréat en musique en 1972 et sa maîtrise en musique en 1973 de la Juilliard School à New York avec le professeur de piano Mieczysław Munz. Il poursuit ses études avec Robert Helps à la Manhattan School of Music.
Feinberg effectue plusieurs tournées avec l'Orchestre de Cleveland dirigé Christoph von Dohnányi, et donne notamment la première pièce de concert interprétée par Shulamit Ran (y compris une apparition à Carnegie Hall). Il joue également le second Concerto pour piano de Brahms en tournée avec l'Orchestre de Cleveland et collabore avec celui-ci lors de la première mondiale de la récente découverte de l’Emerson Concerto de Charles Ives (interprété également à Londres, Paris et Amsterdam) et l'enregistre. 
Il est présenté lors de la soirée d’ouverture du festival Maverick de l'Orchestre symphonique de San Francisco au New Horizons Festival de l'Orchestre philharmonique de New York, pour la célébration du 10e anniversaire de l’American Composers Orchestra, du marathon Berio Sequenza de la 92nd Street Y, première représentation de l'opéra de John Adams Nixon in China, pour la série Works in Progress de Guggenheim et la célébration de l'anniversaire de Carnegie Hall de la musique de George Gershwin, avec Dick Hyman. 
Feinberg joue en tant que soliste, notamment avec le Chicago Symphony, l'Orchestre de Cleveland, le New York Philharmonic, l'Orchestre Philharmonia, le Symphonique de Montréal, le philharmonique de Los Angeles, le BBC Scottish, l'American Symphony Orchestra, le symphonique de St. Louis, le Baltimore Symphony, le New World Symphony. 
Feinberg enregistre quatre disques solo pour Decca avec pour thématique la musique américaine : The American Romantic, The Virtuoso, The Innovator et Fascinatin 'Rhythm — American Syncopation. Il reçoit des nominations aux Grammy Awards pour des enregistrements du Concerto pour piano de Milton Babbitt, du Palais de Mari de Morton Feldman et des Capriccio, Bagatelle et de la Troisième sonate de Charles Wuorinen. Il enregistre également des concertos pour piano de Mel Powell, Andrew Imbrie, Kamran Ince, Paul Bowles, Amy Beach, Charles Ives, Leo Ornstein, Samuel Adler, Don Gilles et Robert Helps, ainsi qu'un récital Decca d'œuvres vocales de Charles Ives, avec la soprano Susan Narucki et un enregistrement du Piano and Orchestra de Morton Feldman avec Michael Tilson Thomas et du New World Symphony. Il reçoit sa quatrième nomination aux Grammy Awards du Meilleur instrumentiste avec orchestre pour son enregistrement du Concerto pour piano d'Amy Beach avec le Nashville Symphony chez Naxos. D'autres enregistrements sont disponibles sur New World Records, CRI, Harmonia Mundi, Bridge, New Albion et Naxos. 
Il reçoit cinq nominations aux Grammy au cours de sa carrière. 
Les récents programmes de récitals ont mis en évidence son intérêt à rapprocher l'ancien et le nouveau. Celles-ci incluent un programme de Bach et Ustvolskaya, Reconsidering Haydn (œuvres de Haydn, Schubert, Weir et Kagel ), Basically Bull, un programme présentant des œuvres de John Bull, William Byrd, Orlando Gibbons, Thomas Morley et Charles Wuorinen. Ces dernières années, Alan Feinberg a travaillé comme programmeur et présentateur. Il a été conseiller artistique du festival Chautauqua Days à Castine, dans le Maine et directeur musical du festival de musique de Monadnock. Il a été consultant en programmation pour le festival américain du Lincoln Center Chamber Music Society. Il a monté des programmes de musique américaine avec d'autres artistes américains pour le Festival des nuits blanches à Saint-Pétersbourg et pour une série de quatre concerts à Moscou. 
Feinberg s'est également produit plusieurs fois dans le reste du monde. Il a joué en tant que soliste aux Proms en Angleterre, avec le Cleveland Orchestra à Paris, avec le Amsterdam Radio Orchestra aux Pays-Bas, avec le Symphonique de Montréal et avec divers orchestres de la BBC. Il a donné des récitals au Wigmore Hall de Londres et a participé à des festivals à Édimbourg, Bath, Huddersfield, Genève, Budapest, Berlin, Brescia, Bergame et Tokyo. Il est également le premier pianiste à avoir été invité par l'Union des compositeurs soviétiques, à jouer la musique contemporaine américaine. Cette invitation a donné lieu à des représentations à Moscou et à Léningrad. 
Feinberg a également une expérience considérable en tant qu'enseignant et travaillé pour les universités SUNY Buffalo, la Juilliard School, l'École de musique Eastman, l'Oberlin Conservatory, Carnegie Mellon, Duke et Princeton.
Alan Feinberg vit à New York, avec son épouse et ses deux enfants.